# Hans-Werner Funke
Professor Hans-Werner Funke (* 14. Februar 1938 in Hamburg) ist ein deutscher Konzert- und Gastspielveranstalter.

## Leben
Funke wuchs in Hamburg-Rotherbaum auf. Er ist gelernter Textilkaufmann und veranstaltete bereits während seiner Lehre Konzerte.
1959 gründete er mit 21 Jahren die Konzert- und Gastspieldirektion Hans-Werner Funke, die seit 1988 als Funke Media GmbH firmiert, in die auch die Konzertdirektion Dr. Goette eingebunden ist, die er 1990 übernahm. Er brachte 60 Jahre lang Stars wie Ella Fitzgerald, Louis Armstrong, Udo Jürgens, Sammy Davis, Jr., die Rolling Stones, Hildegard Knef, James Last und Slayer nach Hamburg. 1990 bezeichnete Funke es als sein Lebensziel, dass Hamburg eine Großveranstaltungshalle bekomme.
Funke war Mitglied im Fremdenverkehrsausschuss der Handelskammer Hamburg sowie Vorstand des Hamburger Fremdenverkehrsverbandes. Am 1. März 2000 wurde er von der Universität Bremen zum Professor für Musik- und Kulturmanagement berufen.
Wegen seiner hartnäckigen Gagenverhandlungen wurde er von den Künstlern auch „McFunke“ genannt. Udo Lindenberg hat ihn sogar in seinem Lied Jonny Controlletti verewigt. Mit seiner Ehefrau (Hochzeit im Jahr 1962) hat Funke zwei Söhne.

## Nachweise
1. ↑  Behörde für Kultur und Medien Hamburg: Senatsfrühstück für Hans-Werner Funke in der Elbphilharmonie anlässlich seines 80. Geburtstages. 14. Februar 2018, abgerufen am 26. April 2023.
2. 1 2 3 4 5 6  Der Star-Verkäufer. In: Hamburger Abendblatt. 4. November 1992, abgerufen am 22. November 2022.
3. ↑  Hans-Juergen Fink: „Jonny Controlletti“ alias Hans-Werner Funke wird 75. In: Hamburger Abendblatt. 13. Februar 2013, abgerufen am 22. November 2022.
4. ↑  Professur für Hans-Werner Funke. In: Die Welt. 12. März 2000 (welt.de [abgerufen am 22. November 2022]).
5. ↑  Monika Nelissen: Da wirst du in zehn Minuten zehn Jahre älter. In: Welt. 13. Februar 2018, abgerufen am 1. November 2020.

| Personendaten    | Personendaten                                |
| ---------------- | -------------------------------------------- |
| NAME             | Funke, Hans-Werner                           |
| KURZBESCHREIBUNG | deutscher Konzert- und Gastspielveranstalter |
| GEBURTSDATUM     | 14. Februar 1938                             |
| GEBURTSORT       | Hamburg                                      |